# Appears
《appears》（現身）是日本歌手濱崎步第11張單曲，1999年11月10日於日本發售。

## 說明
- 本作為和第二張原創專輯《LOVEppears》同時發行。為完全限定生產30萬張，是濱崎步首張完全限定生產之作。
- 本作標題曲《appears》與c/w曲《immature》在第二張原創專輯《LOVEppears》中均收錄專輯版本，與單曲不同。
- 本作另收錄於2001年3月28日發行的精選輯《A BEST》及2008年發行的單曲全精選《A COMPLETE ~ALL SINGLES~》之中，但兩者收錄的都是專輯版本。
- 至於本作收錄於2003年的抒情精選輯《A BALLADS》之中的則是新編曲版本。
- 本作為濱崎步少數有收錄c/w曲的單曲，下一張有收錄c/w曲的單曲為2000年4月26日發行的第14張單曲《vogue》。
- 本作的音樂錄影帶於美國紐約街道拍攝而成。
- 本作的封面與第二張原創專輯《LOVEppears》相互呼應，均是上半身赤裸拍攝，以長髮遮掩胸部的照片。當時本作的封面暱稱為「黑ayu」，第二張原創專輯《LOVEppears》的封面則暱稱為「白ayu」。
- 本作收錄的混音歌曲除了《appears》與c/w曲《immature》外，尚有第6張單曲《WHATEVER》的混音版本。
- 本作為第二張原創專輯《LOVEppears》實質的先行單曲。
- 本作發行時，與當時聲勢如日中天的歌姬宇多田光發行的單曲《Addicted To You》對打，宇多田挾著首張原創專輯《First Love》大賣765萬張的氣勢，單曲發行後首週大破106萬，使濱崎步的《appears》屈居第二（此作完全限定生產30萬張）。

## 二十周年紀念復刻版
本作與《LOVEppears》發行後於二十週年，再次於2019年11月10日發行紀念復刻版《LOVEppears / appears -20th Anniversary Edition-》。

## 收錄歌曲
全曲作詞：濱崎步
1. appears "99 Greeting Mix"
作曲：菊池一仁
花王「SOFINA・AUBE」聖誕節廣告歌曲
2. appears "Scud Filter Mix"
3. appears "Dub's Eurotech Remix"
4. WHATEVER "Ferry 'System F' Corsten dub mix"
5. appears "JP's SoundFactory Mix"
6. appears "HΛL's Mix"
7. immature "D-Z DUAL LUCIFER MIX"
8. WHATEVER "Ferry 'System F' Corsten vocal extended mix"
9. appears "Keith Litman's Mix of Truth"
10. immature "JT Original CM Version"
作曲：菊池一仁　編曲：菊地圭介
日本TOBACCO公司「水蜜桃天然水」廣告歌曲
11. appears "99 Greeting Mix" -Instrumental-
12. immature "JT Original CM Version" -Instrumental-